# Takuya Kakine
Takuya Kakine (født 3. oktober 1991) er en japansk fodboldspiller, som spiller for den japanske fodboldklub Fujieda MYFC.